# Miss Universo Paraguay 2009
Miss Universo Paraguay 2009 se celebró en Asunción, Paraguay, el 10 de julio del 2009. La ganadora del certamen fue Mareike Baumgarten. En el mismo concurso se eligió a la Miss Mundo Paraguay 2009, saliendo vencedora Tamara Sosa, así también Romina Bogado fue coronada como Miss Internacional Paraguay 2009. 
El concurso fue transmitido en vivo por Telefuturo desde el Sheraton Asunción, en Asunción, Paraguay.

## Resultados
| Posiciones                  | Candidata |
| --------------------------- | --- |
| Miss Paraguay 2009          | Central - Mareike Baumgarten |
| Miss Mundo Paraguay 2009    | Canindeyú - Tamara Sosa |
| Miss Internacional Paraguay | Presidente Hayes - Romina Bogado |
| Primera finalista           | Concepción - Carmen Valdivieso |
| Segunda finalista           | Amambay - Daiana Cubilla |
| Tercera finalista           | Alto Paraguay - Dahiana Romero |
| Top 12                      | Amazonas - Liza Olmedo Alto Paraná - María Saccarello Caazapá - Rossana Fretes Paraguarí - Sheila Caballero Itapúa - Bernardina Barreto Misiones - Alejandra Franco |

## Delegadas
| - Bernardina Barreto - Mareike Baumgarten - Romina Bogado - Sheila Caballero - Evelin Cáceres - Daiana Cubilla Lee - Luz María Fernández - Rebeca Fernández - Claudia Figueredo - Alejandra Franco - Rossana Fretes - Liza Olmedo | - Patricia Pineda - Rocío María Rodríguez - Dahiana Romero - María Gabriela Romero - María José Sacarello - Rocío Segovia - Tamara Sosa - Andrea Toledo - Shirley Torres - Carmen Valdivieso - Cindy Villalba |